# Luchtreiniger
Een luchtreiniger is een apparaat dat de concentratie van verontreinigende stoffen in de binnenlucht verminderd, bijvoorbeeld door de aanwezige stofdeeltjes, dierenhaar, pollen, bacteriën, geuren of gassen te verwijderen. Door de lucht te reinigen neemt de luchtkwaliteit aanzienlijk toe.
Er zijn luchtreinigers met verschillende filtertechnieken:
- met een luchtfilter
- reinigen met water
- ionisatie met elektrische ontlading of door middel van ioniserende straling

Alle filters zijn verbruiksartikelen en zullen uiteindelijk uitgeput raken. Een filter moet worden vervangen voordat de werking van het filter te veel afneemt.
In Europa zijn de filters gestandaardiseerd en ingedeeld in filterklassen G1 tot en met U17. Hoe groter het getal, hoe hoger de filtercapaciteit van de kleinste deeltjes. De zogenaamde HEPA-filters (filterklasse 13 of 14) worden voornamelijk gebruikt in luchtreinigers om virussen effectief te verminderen.